# Route 273 (Québec)
Pour les articles homonymes, voir Route 273.
La route 273 (R-273) est une route régionale québécoise d'orientation nord / sud située sur la rive sud du fleuve Saint-Laurent. Elle dessert la région administrative de Chaudière-Appalaches.

## Tracé
L'extrémité sud de la route 273 se situe à Saint-Gilles, sur la route 269 et son extrémité nord est située à Saint-Antoine-de-Tilly sur la route 132.

## Localités traversées (du sud au nord)
Liste des municipalités dont le territoire est traversé par la route 273, regroupées par municipalité régionale de comté.

### Chaudière-Appalaches
Lotbinière
- Saint-Gilles
- Saint-Agapit
- Saint-Apollinaire
- Saint-Antoine-de-Tilly

## Intersections majeures
| MRC                     | Municipalité           | km    | Destinations                         | Notes                                    |
| ----------------------- | ---------------------- | ----- | ------------------------------------ | ---------------------------------------- |
| Lotbinière              | Saint-Gilles           | 0,00  | R-269 – Saint-Gilles, Thetford Mines |                                          |
| Lotbinière              | Saint-Agapit           | 6,00  | R-116 est – Lévis                    | Terminus sud du multiplex avec la R-116  |
| Lotbinière              | Saint-Agapit           | 6,60  | R-116 ouest – Lyster                 | Terminus nord du multiplex avec la R-116 |
| Lotbinière              | Saint-Apollinaire      | 15,20 | A-20 – Montréal, Québec              | Sortie 291 de l'A-20                     |
| Lotbinière              | Saint-Antoine-de-Tilly | 22,00 | R-132 – Sainte-Croix, Lévis          |                                          |
| - Terminus de multiplex |                        |       |                                      |                                          |